# 27915 Nancywright
27915 Nancywright (1996 UU1) là một tiểu hành tinh vành đai chính được phát hiện ngày 30 tháng 10 năm 1996 bởi P. G. Comba ở Prescott.